# FS Var (A608)
FS Var (A608) — танкер-заправник класу Дюранс. Знаходиться на службі ВМС Франції. Судно введене в експлуатацію 29 січня 1983 року. Дислокується на військово-морській базі в Тулоні.